# Zorești, Buzău
Zorești este un sat în comuna Vernești din județul Buzău, Muntenia, România. Satul este poziționat la interferența zonei de deal cu cea de câmpie, respectiv Dealul Istrița în partea de vest și Campia Buzăului în partea de est.
Pe teritoriul satului Zorești au fost descoperite, in anii 1960, asezări omenești apartinand neoliticului. Data oficială atestării documentare se leagă de actul scris de către Dan din Zoreștii Buzăului - gramătic la curtea domnitorului Mihai Viteazul - in data de 27 septembrie 1597.
Încă din prima jumătate a secolului al XIX-lea apare in localitate o forma de învățământ pe langă biserică, iar din 1891 a unei biblioteci sătești.
La sfârșitul secolului al XIX-lea, satul Zorești făcea parte din comuna Valea Teancului din plasa Sărata, județul Buzău, care cuprindea cătunele Nisipu, Valea Teancului și Zorești, cu o populație totală de 1080 de locuitori; aici funcționau o școală la Zorești și două biserici. În 1925, comuna Valea Teancului făcea parte din același județ, și anume din plasa Nișcov, cu reședința la Vernești; comuna avea în componență satele Nenciu (preluat de la comuna Lipia), și avea în total 1805 locuitori.
Instituirea regimului comunist a lăsat urme adânci în amintirea și sufletul locuitorilor. Colectivizarea localitații (1962), făcută sub amenințare, a fost o piatră de incercare a autoritaților de atunci.
În 1950, comuna a fost inclusă în raionul Buzău al regiunii Buzău și apoi (după 1952) al regiunii Ploiești. Cu timpul, și-a luat numele de Zorești, satul devenind noua sa reședință. În 1968, ea a fost desființată și inclusă în întregime în comuna Vernești; tot atunci, satele Nisipu și Valea Teancului au fost desființate ca unități separate, și incluse în satul Zorești.